# David Chizallet
David Chizallet (* 11. Juli 1979) ist ein französischer Kameramann.

## Leben
David Chizallet wurde 1979 geboren und erwarb einen Abschluss an der La Fémis in Paris, der größten und bedeutendsten Filmhochschule in Frankreich.
Erstmals fungierte Chizallet im Jahr 2012 bei Alyah von Elie Wajeman als Kameramann für einen Spielfilm. Im Folgejahr wurden mit Je suis un soldat, den er wiederum mit Wajeman drehte, Mustang, den er mit Deniz Gamze Ergüven drehte, die ebenfalls an der La Fémis studiert hatte, und Les anarchistes, bei dem Laurent Larivière Regie führte,
gleich drei weitere Spielfilme veröffentlicht, bei denen er in dieser Funktion tätig war. Für Kings, der im Rahmen des Toronto International Film Festivals 2017 seine Premiere feierte, arbeitete Chizallet wieder mit Ergüven zusammen.
Bei den Prix Lumières erhielt Chizallet 2016 für seine Arbeit an Mustang die Auszeichnung für die Beste Kamera.

## Filmografie (Auswahl)
- 2015: Les anarchistes
- 2015: Je suis un soldat
- 2015: Mustang
- 2017: Kings
- 2017: Das Leben ist ein Fest (Le sens de la fête)
- 2019: Mein sprechender Goldfisch (L’Agent immobilier)
- 2020: Der Nachtarzt (Médecin de nuit)
- 2020: The Third Day

## Auszeichnungen
César
- 2016: Nominierung für die Beste Kamera (Mustang)

Lumieres Award
- 2016: Auszeichnung für die Beste Kamera (Mustang, Les anarchistes, Je suis un soldat)[3]